# Hildebrandtia macrotympanum
Hildebrandtia macrotympanum é uma espécie de anfíbio da família Ranidae.
Pode ser encontrada nos seguintes países: Etiópia, Quénia e Somália.
Os seus habitats naturais são: savanas áridas, matagal árido tropical ou subtropical, campos de gramíneas subtropicais ou tropicais secos de baixa altitude e marismas intermitentes de água doce.
Está ameaçada por perda de habitat.